# بارني روك
بارني روك (بالإنجليزية: Barney Rock)‏ هو لاعب كرة القدم الغالية وسياسي أيرلندي، ولد في 10 يناير 1961 في دبلن في جمهورية أيرلندا.